# بين إبراهام
بين إبراهام (بالبولنديَّة: Ben Abraham؛ بالبرتغاليَّة: Ben Abraham) هو كاتب برازيلي وبولندي، ولد في 11 ديسمبر 1924 في وودج في بولندا، وتوفي في 9 أكتوبر 2015 في ساو باولو في البرازيل.

## وصلات خارجية
- الموقع الرسمي